# バケルトン
| バケルトンと呼ばれた車両の例（左）。左がU20L改（富士R13/3E）を日野・ブルーリボン（HT/HU系）に似せた外観に改造された車両。右は左車両とほぼ同型（U20H）の車両（原型といってよい）。どちらも琉球バス（現琉球バス交通）の車両で、すでに廃車となっている。   |  | バケルトンと呼ばれた車両の例（左）。左がU20L改（富士R13/3E）を日野・ブルーリボン（HT/HU系）に似せた外観に改造された車両。右は左車両とほぼ同型（U20H）の車両（原型といってよい）。どちらも琉球バス（現琉球バス交通）の車両で、すでに廃車となっている。 |
| バケルトンと呼ばれた車両の例（左）。 左がU20L改（富士R13/3E）を日野・ブルーリボン（HT/HU系）に似せた外観に改造された車両。右は左車両とほぼ同型（U20H）の車両（原型といってよい）。 どちらも琉球バス（現琉球バス交通）の車両で、すでに廃車となっている。 |  | |

バケルトンとは、モノコック構造のバスに対してスケルトン構造のバスのような外観への改造を施した車両を指す、バスファンによる俗称である。語源は「スケルトンに化ける」という意味から。

## 概要
1980年代以降、スケルトン構造のバスが登場すると、モノコック構造のバスは陳腐化が否めなかった。地方では新車を投入する余裕もない事業者も少なくはなかった。そこで、一部の事業者では、モノコック構造のバスに対してスケルトン構造に似せた外観にする改造が行われた。フロントマスクだけを改造する車両もあれば、フロント・サイドとも改造した車両もあった。
沖縄県では1978年7月30日に「730」と呼ばれる自動車の右側通行から左側通行への切り替えが実施され、これにあわせて「730車」と呼ばれる大量の新車が一度に導入されたが、このとき導入された車両はすべてモノコック構造であり、後年になり事業者の経営悪化によりスケルトン構造の車両への代替が困難になったためバケルトンへの改造を受けた車両が少なくなかった。

## 改造の例
| フロントマスクを交換した車両の例（昭和自動車 三菱K-MS613N）。西日本車体工業C型に似せた前面形状となっている |  | フロントマスクを交換した車両の例（昭和自動車 三菱K-MS613N）。西日本車体工業C型に似せた前面形状となっている |
| フロントマスクを交換した車両の例（昭和自動車 三菱K-MS613N）。西日本車体工業C型に似せた前面形状となっている |  | |

- 前面上部の改造
- フロントマスクの改造
- 扉の交換
- 窓の改造（スケルトン構造に多く見られる、上部固定下部引き違い窓、下部固定上部引き違い窓、固定窓などに改造する）

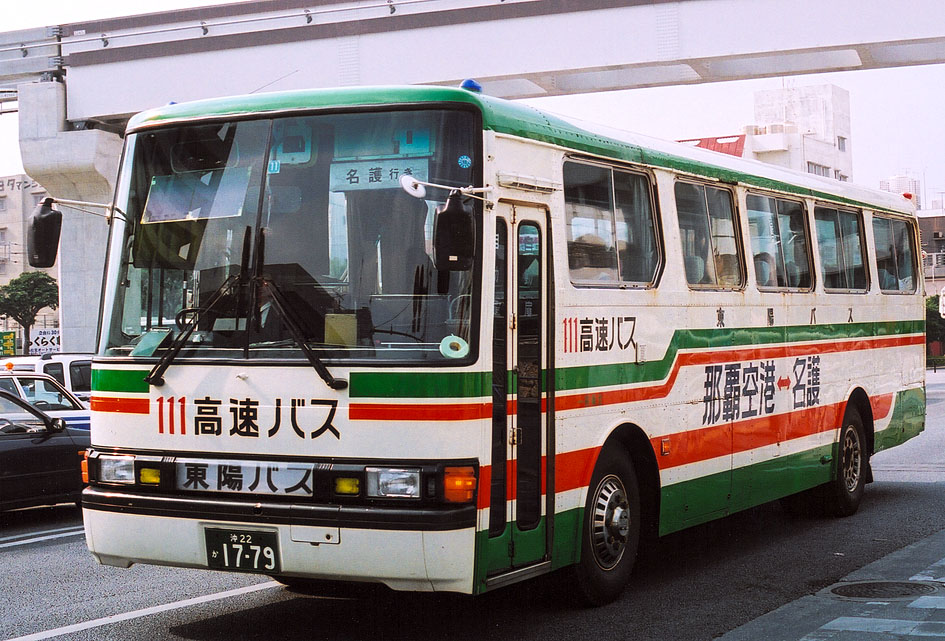
フロントマスクを改造した車両の例　（東陽バス 日野車体 RE121P改）
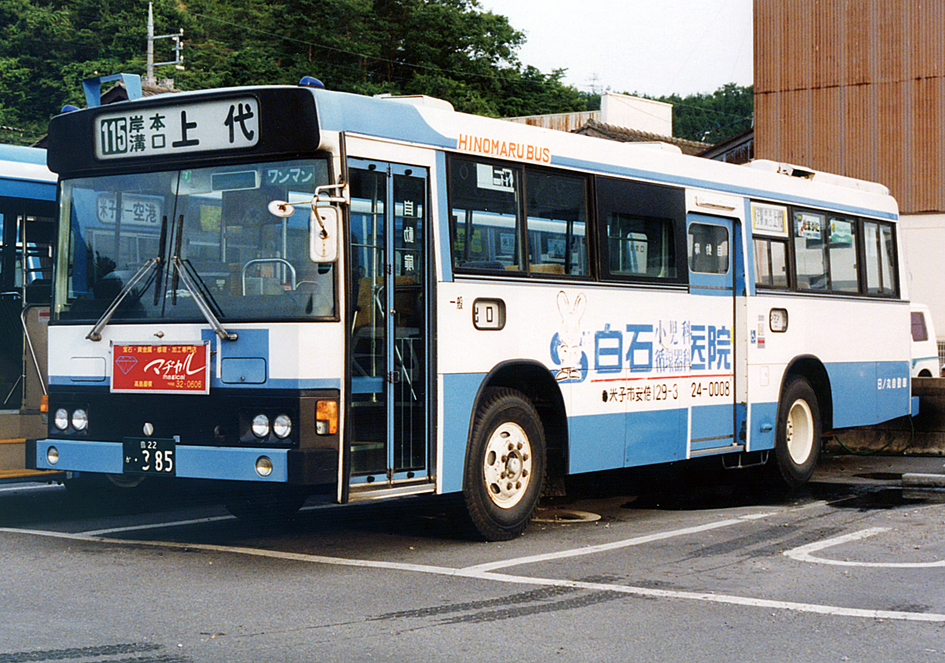
フロントマスク・車体側面を改造した車両の例 （日ノ丸自動車 日野車体 RE100P）